# Arno Allan Penzias
Arno Allan Penzias (n. 26 aprilie 1933, München, Germania Nazistă – d. 22 ianuarie 2024, California, SUA) a fost un fizician american, laureat al Premiului Nobel pentru Fizică în 1978 pentru studiile efectuate asupra radiației cosmice de fond.
Familia sa a părăsit Germania nazistă iar el și-a luat doctoratul la Universitatea Columbia.